# Porta Sant'Isaia
Porta Sant'Isaia (pôrta Sant Iṡî in bolognese, un tempo conosciuta anche come Porta Pia) era una delle porte della terza cinta muraria di Bologna. Venne demolita insieme alle mura della terza cinta della città nei primi anni del Novecento.

## Storia
Porta Sant'Isaia si trovava all'incrocio tra l'omonima via ed i Viali di Circonvallazione. Rispetto alle altre porte ha avuto un'esistenza breve: fu infatti costruita nel 1568 per consolidare il varco principale sul lungo lato occidentale delle mura, dopo che la porta del Pratello, edificata nel XIII secolo, era stata chiusa nel 1445 in seguito ai disordini connessi all'uccisione di Annibale I Bentivoglio. Si apriva sull'importante arteria che portava alla Certosa, poi a Casteldebole e di lì a Zola Predosa. Fu demolita nel 1903, anche a seguito di un recente e rovinoso crollo di un suo cornicione che portò al ferimento di una donna.